# Evangelische Stadtkirche Rüsselsheim

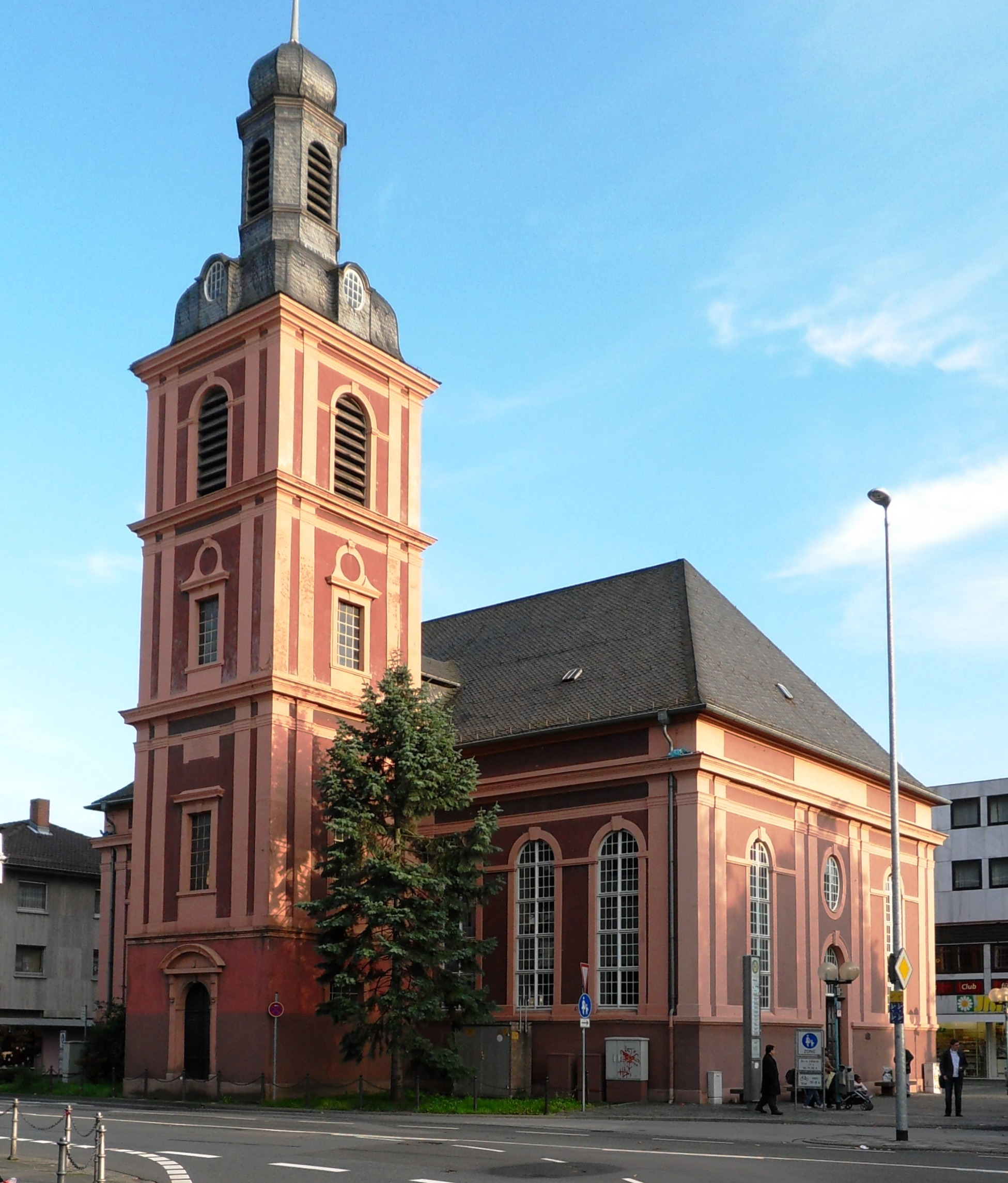
Evangelische Stadtkirche Rüsselsheim

Die Evangelische Stadtkirche Rüsselsheim ist ein denkmalgeschütztes Kirchengebäude, das in der Stadt Rüsselsheim am Main im Landkreis Groß-Gerau in Hessen steht. Die Kirchengemeinde, sie heißt Martinsgemeinde, gehört zum Dekanat Groß-Gerau-Rüsselsheim in der Propstei Starkenburg der Evangelischen Kirche in Hessen und Nassau.

## Beschreibung
Die nach einem Entwurf von Friedrich Schuhknecht 1790–92 auf der Grundmauer eines Vorgängerbaus erbaute Querkirche ist nach einem Bombenangriff am 20. Juli 1944 völlig ausgebrannt. Der Wiederaufbau erfolgte unmittelbar nach Ende des Zweiten Weltkrieges. Die Laterne des Kirchturms entstand erst 1948/49. Die von Bogenfenstern durchbrochenen Wände des mit einem Walmdach bedeckten Kirchenschiffs sind durch Pilaster und Gesimse gegliedert. Der Innenraum wurde 1948/49 neu gestaltet. Im Gegensatz zur Vorgängerkirche wurden der Altar und die Kanzel auf die Nordseite verlegt. Das ursprüngliche Portal befand sich im Kirchturm. Heute wird die Kirche auf der Südseite betreten. Im Turm hing zunächst nur die kleine alte Kirchenglocke von 1594, die bereits im Vorgängerbau läutete. Der Turm wurde 1922 um ein Geschoss erhöht, um im neuen Glockenstuhl vier zusätzliche, 1921 gegossene Kirchenglocken aufzunehmen. Drei davon mussten im Zweiten Weltkrieg abgeliefert werden, nur die größte wurde verschont. Seit 1958 sind wieder fünf Bronze-Glocken vorhanden:
- Glocke 1: c' von 1921 Ulrich Apolda / 2100 kg (Mit Wappen der Familie Opel)
- Glocke 2: es' von 1958 Rincker, Sinn
- Glocke 3: f'  von 1958 Rincker, Sinn
- Glocke 4: as' von 1958 Rinker, Sinn
- Glocke 5: b' von 1594 Klapperbach, Mainz

Die Orgel mit 24 Registern, 2 Manualen und einem Pedal wurde 1953 von E. F. Walcker & Cie. gebaut.

## Belege
1. ↑  Information zur Orgel

Koordinaten: 49° 59′ 41,7″ N, 8° 24′ 44,3″ O